# São Benedito (Santa Luzia)
São Benedito é um bairro de classe média alta da cidade de Santa Luzia, em Minas Gerais.
É um dos bairros mais valorizados de Santa Luzia, o principal centro comercial da cidade. Na Avenida Brasília, principal via do bairro, estão instalados várias empresas de varejo e atacados conhecidas nacionalmente, além do comércio local bem desenvolvido. Seu sucesso dá pelo grande número populacional de suas redondezas.
É o principal bairro do Distrito de Santa Luzia  a qual se dá o seu nome.